# Mrzli vrh (Julijske Alpe)
Mrzli vrh je hrib na severni strani Tolminske kotline, nad naselji Volarje, Gabrje in Zatolmin. Dviga se nad reko Sočo. Vrh doseže višino 1359 metrov. Z njega se odpira širok pogled po dolini Soče proti Krnskemu pogorju, Cerkljanskemu in Idrijskemu hribovju, Trnovski gozd ter Kolovrat z Matajurjem. Z Mrzlega vrha vodijo mimo opuščenih in še aktivnih planin planinske poti proti Krnu, Rdečemu robu in preko Bogatinskega sedla proti Komni.

## Prva svetovna vojna
Preko Mrzlega vrha in sosednjega vrha Vodil je v času prve svetovne vojne potekala soška fronta. Italijanske sile so si za cilj prve soške bitke zadale zavzetje Krnskega pogorja.
Med prvim ofenzivnim skokom so Italijani 31. maja 1915 prvič napadli Mrzli vrh, a so zasedli le koto 1184 na planini Lapač. Naslednjega dne je sledil uspešen avstro-ogrski protinapad tretjega bataljona 46. pehotnega polka. Prav tako je general Boroević 2. junija ukazal avstro-ogrski protinapad 50. divizije z grebena Krn–Mrzli vrh, ki je bil po treh dneh uspešen, a je bilo na obeh straneh veliko žrtev. Avstro-Ogrska je imela 241 mrtvih, 252 pogrešanih in 1152 ranjenih; Italijani pa so samo v prvem dnevu izgubili 1637 vojakov. Italijani so bili prepričani, da so jih domačini izdali, zato so izvedli decimiranje in 6 moških ubili.